# George Travers Nugee
George Travers Nugee, britanski general, * 1893, † 1977.